# Liste des lieux de culte de la Montérégie
La Liste des lieux de culte de la Montérégie liste l'ensemble des lieux de culte situés dans la région administrative de Montérégie au Québec.

## Liste

### Lieux de culte chrétiens

#### Lieux de culte catholiques
| Lieu de culte                                                  | Illustration | Municipalité                | Adresse            | Coordonnées | Année de construction | Lien dans l'ILCQ | Notes |
| -------------------------------------------------------------- | ------------ | --------------------------- | ------------------ | ----------- | --------------------- | ---------------- | ----- |
| Cocathédrale Saint-Antoine-de-Padoue de Longueuil              |              | Longueuil                   |                    |             | 1887                  |                  |       |
| Cathédrale Saint-Hyacinthe-le-Confesseur                       |              | Saint-Hyacinthe             |                    |             | 1880                  |                  |       |
| Basilique-cathédrale Sainte-Cécile de Salaberry-de-Valleyfield |              | Salaberry-de-Valleyfield    | 19 rue de l'Église |             | 1934-1935             |                  |       |
| Église de l'Immaculée-Conception de Bellerive                  |              | Salaberry-de-Valleyfield    | 285, rue Danis     |             | 1936-1937             |                  |       |
| Basilique Sainte-Anne de Varennes                              |              | Varennes                    |                    |             | 1884-1887             |                  |       |
| Église de Saint-Marc-sur-Richelieu                             |              | Saint-Marc-sur-Richelieu    |                    |             | 1798-1801             |                  |       |
| Église Saint-Hilaire de Mont-Saint-Hilaire                     |              | Mont-Saint-Hilaire          |                    |             | 1830-1837             |                  |       |
| Église Saint-Joachim de Châteauguay                            |              | Châteauguay                 |                    |             | 1774-1797             |                  |       |
| Église Saint-Joseph-de-Chambly                                 |              | Chambly                     |                    |             |                       |                  |       |
| Église Saint-Mathias de Saint-Mathias-sur-Richelieu            |              | Saint-Mathias-sur-Richelieu |                    |             | 1784                  |                  |       |
| Église Saint-Michel de Vaudreuil                               |              | Vaudreuil-Dorion            |                    |             | 1784-1789             |                  |       |
| Église Sainte-Jeanne-de-Chantal de Notre-Dame-de-l'Île-Perrot  |              | Notre-Dame-de-l'Île-Perrot  |                    |             | 1773-1774             |                  |       |

#### Lieux de culteanglican
| Lieu de culte                    | Illustration | Municipalité             | Adresse | Coordonnées | Année de construction | Lien dans l'ILCQ | Notes |
| -------------------------------- | ------------ | ------------------------ | ------- | ----------- | --------------------- | ---------------- | ----- |
| Église Saint-Luke de Waterloo    |              | Waterloo                 |         |             | 1869-1870             |                  |       |
| Église Saint-Stephen de Chambly  |              | Chambly                  |         |             | 1820                  |                  |       |
| Église St. Mark's de Valleyfield |              | Salaberry-de-Valleyfield |         |             | 1962                  |                  |       |

#### Autre
| Lieu de culte                    | Illustration | Municipalité | Adresse | Coordonnées | Année de construction | Lien dans l'ILCQ | Notes |
| -------------------------------- | ------------ | ------------ | ------- | ----------- | --------------------- | ---------------- | ----- |
| Église universaliste de Waterloo |              | Waterloo     |         |             | 1870                  |                  |       |